# Perspektiva (likovna umjetnost)
Perspektiva u likovnoj umjetnosti je način prikazivanja volumena i prostora na plohi slike, stvaranje predodžbe o dubini prostora. Povijesni načini prikazivanja perspektive:
| portal: likovna umjetnost | portal: likovna umjetnost |

### Vertikalna perspektiva
Vertikalna (ikonografska) perspektiva je način prikazivanja prostora po kojemu prostor prikazuje na plohi tako da se ono što je u zbilji udaljenije, postavlja iznad onoga što je u zbilji bliže. Umjesto nizanja planova preklapanjem u dubinu, prostorni planovi se slažu jedan iznad drugoga, tako da se nigdje ne preklapaju. Vertikalna se perspektiva pojavljuje u starom egipatskom slikarstvu, na asirskim reljefima ili arhajskim grčkim vazama, u europskom romaničkom slikarstvu, i jedna je od karakteristika dječjeg crteža. Svi oblici prikazani ovom perspektivom poštuju zakon plohe, tj. najširom stranom su prikazani na plohi, jer tako najbolje opisuju svoj oblik. U prikazu vertikalnom perspektivom, gornji lik je uvijek dalji. Tako se egipatski reljefi trebaju čitati od dolje prema gore i to s desna na lijevo, pa s lijeva na desno, pa opet obratno… tj. cik-cak, upravo suprotno od načina na koji čitamo strip. U romaničkom slikarstvu 11. i 12. st., iza plošno oslikanih likova i prizora, pozadina je obično podijeljena na više vodoravnih pojaseva koji su različite boje i predstavljaju krajolik.

### Obrnuta perspektiva
Obrnuta perspektiva je način prikazivanja volumena u kojemu se predmeti i likovi na slici ne smanjuju razmjerno s udaljenošću, niti se usporedne crte približavaju – nego se, obratno, usporedne crte razmiču, a veličina predmeta, umjesto da se smanjuje, povećava se prema dubini prostora. Ova perspektiva je svojstvena gotičkom slikarstvu 13. i 14. st. Pored činjenice da prije razdoblja renesanse prostorni prizori nisu bili konstruirani, važno je razumjeti da slikarima obrnute perspektive nije bilo primarno predočiti prostor način kako ga vidi ljudsko oko, odnosno s vlastitog stajališta, već im je bilo značajno točno prikazati religiozan prizor ili osobu, zorno i detaljno prenijeti određenu poruku. Perspektiva stoga ne mora prikazivati stvarni odnos prostora i likova, već može odražavati interes umjetnika ili cijelog perioda za način interpretacije života i stvarnosti.

### Linearna perspektiva
Linearna (geometrijska ili pravilna) perspektiva se temelji na prirodnom zakonu da se udaljavanjem od promatrača likovi smanjuju razmjerno udaljenosti pravocrtno, linearno – i svi nestaju u jednoj te istoj točki – nedogledu (vanishing point, punto di fuga). Otkriće linearne perspektive pripisuje se arhitektu Filippu Brunelleschiju (1377. – 1446.). Ova perspektiva se naziva i matematička i iluzionistička jer stvara autentičan dojam 3D prostora (primjeri: Masaccio "Sveto trojstvo", Piero della Francesca "Bičevanje Krista" itd.), te se koristila i u kiparstvu (reljef) i arhitekturi (lažne niše).

### Atmosferska perspektiva
Atmosferska (zračna) perspektiva je, poput geometrijske, prirodna pojava koja predstavlja promjenu tonova i boja zbog udaljavanja oblika od motrišta gledatelja. Dakle što su predmeti dalji oni su bljeđi, mekši i gube se s daljinom u plavetnilo; a što su bliži to su oštriji, jačih lokalnih boja. Atmosferska perspektiva jedna je od temeljnih oznaka baroknog slikarstva 17. i 18. st., no otkrili su je već slikari visoke renesanse – Leonardo da Vinci i Rafael.

### Koloristička perspektiva
Koloristička perspektiva se temelji na činjenici da nam se neke boje, u međudjelovanju s drugim bojama, čine prostorno "bližima", a druge "udaljenijima". To se temelji na iskustvu s atmosferskom perspektivom gdje je plava boja u daljini jer plava ima vrlo nisku frekvenciju i plave zrake putuju najdalje, a tople boje gube svoj intenzitet kako se udaljavaju. 
Umjetnici 20. st., prvenstveno fovisti, uzeli su to kao zakon prostornosti i prikazivali bliže oblike toplim bojama, a dalje hladnijim bojama.

### Poliperspektiva
Modernoj i suvremenoj umjetnosti također je svojevrsna primjena načina prikaza nekog objekta iz više motrišta istovremeno – tj. poliperspektiva, (Pablo Picasso, Henri Matisse itd.). Znanstvena otkrića, kao što je teorija relativnosti, utjecala su na ovaj umjetnički pristup.

## Vanjske poveznice
- Harold Olejarz's Drawing in One-Point Perspective  Arhivirana inačica izvorne stranice od 24. listopada 2011. (Wayback Machine) Crtanje perspektive s jednom točkom nedogleda.

## Galerija
- Piero della Francesca, Bičevanje Krista, 1460.
- Sveto trojstvo (Masaccio), 1425. Najstariji primijer linearne perspektive u umjetnosti.
- Leonardo da Vinci, Posljednja večera, 1498.
- Križevi na groblju.
- Prolaz kroz torii u Fushimi, Kyoto.
- Električni stup gledan odozdo.
- Točka nedogleda u tunelu.